# Colostomie

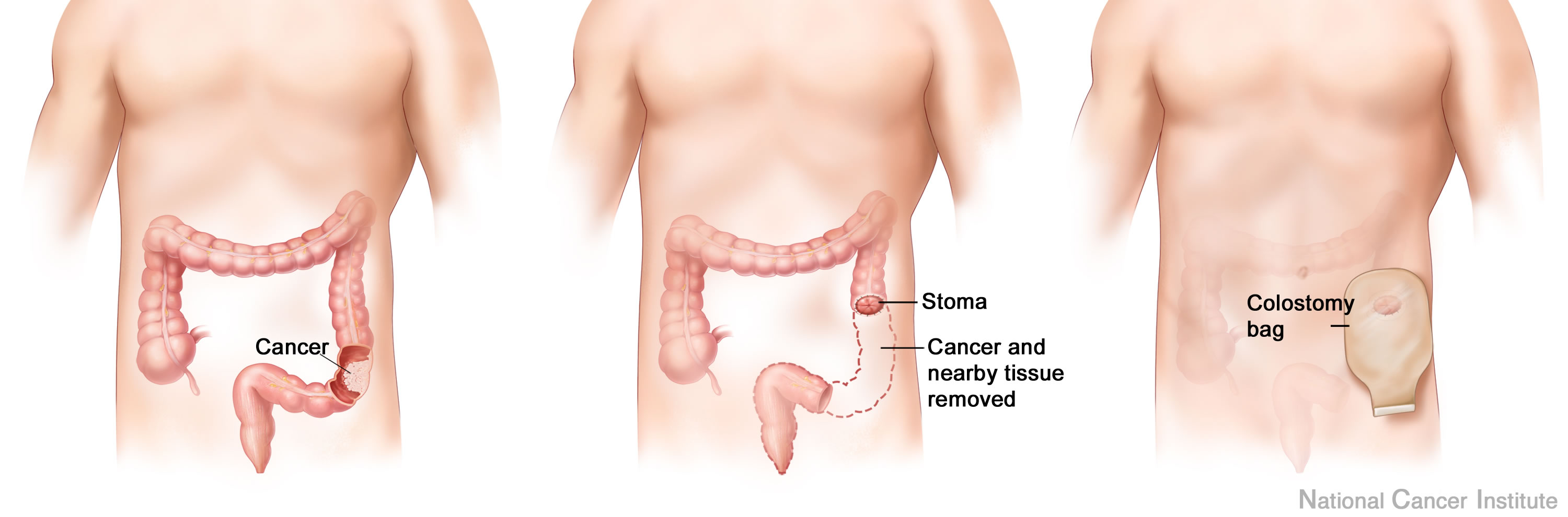
Schema van een colostomie

Een colostomie is een operatieve procedure die bestaat uit het verbinden van een deel van de dikke darm met de buikwand, waardoor de patiënt een opening in de buik krijgt genaamd een stoma. Deze opening wordt gevormd van het einde van de dikke darm door de incisie, en vastgehecht aan de huid. Na een colostomie verlaat ontlasting het lichaam van de patiënt via de stoma.

## Indicaties
Er zijn vele redenen voor deze procedure. Een reden is bijvoorbeeld als een deel van de dikke darm moet worden verwijderd vanwege darmkanker of een verwonding, waarna ontlasting niet meer langs de normale weg het lichaam kan verlaten. Ook als een deel van de dikke darm recentelijk een operatie heeft ondergaan en eerst een tijdje moet genezen kan een colostomie worden uitgevoerd om dit stuk darm een tijdje te ontzien. In dat tweede geval is de colostoma maar tijdelijk en wordt vaak ongedaan gemaakt als de darm voldoende hersteld is.

## Perceptie
De colostoma wordt vaak als negatief gezien, mede door het misverstand dat het lastig is de geur van de ontlasting te verbergen. Moderne colostomiezakken voor ontlasting zijn echter goed ontworpen, geurvast, en stellen patiënten in staat hun dagelijkse activiteiten te blijven doen.
Colostomapatiënten kunnen ook kiezen voor irrigatie. Bij deze procedure dragen ze niet voortdurend een zak bij zich, maar een kap over de stoma. Bij irrigatie wordt een katheter in de stoma geplaatst en gespoeld met water. De meeste patiënten irrigeren maar 1 keer per dag. Dit varieert per persoon en is afhankelijk van eetpatroon en gezondheid van de patiënt.

## Leven met een colostomie
Mensen met een colostoma dragen meestal een externe zak om intern afval op te vangen. Moderne zakken zijn gemaakt van lichtgewicht plastic en worden vastgezet aan de huid met een plakkende wafer gemaakt van pectine of een ander organisch materiaal. De wafer sluit goed aan op het gat in de buik om lekkage en irritatie te voorkomen.
De zak zelf moet geregeld worden geleegd en om de 2 tot 5 dagen worden vervangen.

## Alternatieven
In zeldzame situaties is het mogelijk om een interne zak aan te laten brengen wat de nadelen van een externe ondervangt. Deze doet dan dienst als vervangend stuk darm op de plaats waar de oude is weggehaald.